# Le Visiteur du futur
Pour le film, voir Le Visiteur du futur (film).
 (octobre 2020).
Le Visiteur du futur est une web-série française de science-fiction et de comédie, créée, écrite et réalisée par François Descraques. Le premier épisode est apparu le 26 avril 2009 sur Dailymotion avant de connaître une diffusion télévisée. Une adaptation en film sort en 2022.
L'histoire est au départ centrée sur la vie de Raph (Raphaël Descraques), un jeune homme sans histoire, qui rencontre un homme affirmant venir du futur (Florent Dorin) pour tenter d'empêcher la fin du monde.

## Synopsis
Raphaël « Raph » est un jeune homme paisible et sans histoire, jusqu'à un jour de 2009 où, alors qu'il flâne avec ses deux amis Tim et Leo, un étrange personnage ensanglanté apparaît comme par magie devant lui grâce à une machine qu'il porte en bracelet. Prétendant venir du futur, celui-ci le met en garde à de multiples reprises sur les conséquences désastreuses que peuvent avoir ses gestes, surtout les plus anodins, dans un futur lointain. Après de multiples intrusions du Visiteur dans sa vie, Raph subit des interventions de deux étranges personnages qui se présentent comme étant la Brigade temporelle. Ainsi, il fait la connaissance de Mattéo, un agent qui capture le Visiteur, et de Judith, sa supérieure.
Leurs buts : découvrir les objectifs de ce mystérieux visiteur qui pourtant à première vue semble agir sans le moindre discernement...

### Résumés des saisons

#### Saison 1
Raph est un jeune homme désœuvré et placide, jusqu'au jour où il rencontre un mystérieux visiteur, qui lui dit venir du futur. Le Visiteur intervient dans des moments banals de la vie de Raph, prétextant sauver le monde en l'empêchant de faire certaines actions. Cela l'irrite au plus haut point. Mais le Visiteur n'est pas le seul à intervenir car bientôt, la Brigade Temporelle fait son apparition, essayant de capturer le Visiteur. Raph, au milieu de tout ça, devra alors choisir entre la Brigade Temporelle et le Visiteur.

#### Saison 2
Après avoir vu que le monde du Visiteur n'était plus que ruines et destructions, Raph accepte d'aider pleinement ce dernier dans ses activités, en sacrifiant son temps libre et ses sentiments. Mais entre une vie amoureuse qui s'avère plus que compliquée et la famille Lombardi décidée à arrêter le Visiteur de façon définitive, la tâche s'avère ardue.

#### Saison 3:les Missionnaires
Le Visiteur voit apparaître une agence concurrente, les Missionnaires, mieux équipés, organisés et plus doués pour prévenir les catastrophes futures. Ses alliés l'abandonnent un à un et le Visiteur soupçonne un complot de grande envergure quand il découvre à la tête de l'organisation Joseph, un vieil ennemi plus menaçant que jamais.

#### Saison 4:Néo-Versailles
Après un accident expérimental, Raph et Stella se retrouvent coincés en 2550, auprès du Visiteur. Ce dernier a tout quitté car il a peur que d'autres gens meurent à cause de lui. Mais quand le Visiteur, Raph et leurs amis sont capturés sur ordre de l'extravagante reine Clothilde lV, ils vont devoir sauver leur vie tout en évitant ceux qui complotent dans l'ombre pour faire tomber la reine. 
Cette saison explore plus particulièrement une époque post-apocalyptique, ainsi que le business du divertissement et du spectacle, la foi des spectateurs en ce qu'ils voient, les fake news au service du pouvoir politique, la propagande, etc. par le spectacle organisé chaque soir par le Visiteur du futur et son équipe afin de promouvoir la réputation de la Cour de la reine de Néo-Versailles.

## Personnages
L'intrigue tourne principalement autour du Visiteur, un mystérieux personnage venu de Paris en 2550. D'origine inconnue, il revient régulièrement à Paris au début du XXIe siècle pour prévenir les catastrophes qui causeront la destruction du monde. Il croise ainsi souvent la route de Raph, jeune homme tranquille et sans histoire. Le Visiteur est épaulé par le Dr Henri Castafolte, robot humanoïde et aussi son plus grand ami, ingénieur dans le futur et fabricant de la machine temporelle du Visiteur.
Le Visiteur a également plusieurs ennemis, comme Mattéo et Judith (devenus des alliés dans une autre réalité), agents de la Brigade temporelle, et la famille Lombardi, survivants de 2550 qui craignent que leur existence soit annulée par les interventions du Visiteur.
On croise aussi la route d'autres personnages, comme l'ancien compagnon de cellule du visiteur qui n'est autre que Joseph, le chef des Missionnaires, ou la reine Clothilde lV de Néo-Versailles, jeune reine despotique mais pleine de sentiments.

## Fiche technique
Le Visiteur du futur est initialement une web-série,.
- Titre original : Le Visiteur du futur[6]
- Réalisation : François Descraques[1]
- Musique : Jimmy Tiller, Florent Dorin, Mix Bizarre et Lovely Rita
- Production : Anthony Roux, Maxime Bender
- Société de production : Frenchnerd Productions (saisons 1 à 4), Ankama Productions et France Télévisions (saisons 3 et 4)
- Durée d'un épisode : variable, 2 à 28 minutes
- Durée totale : 8 heures 53 minutes
- Pays :  France
- Chaînes : Dailymotion (dès 2009)[3], Nolife, France 4 (à partir de 2012)[3], YouTube
- Genres : science-fiction, comédie

## Distribution

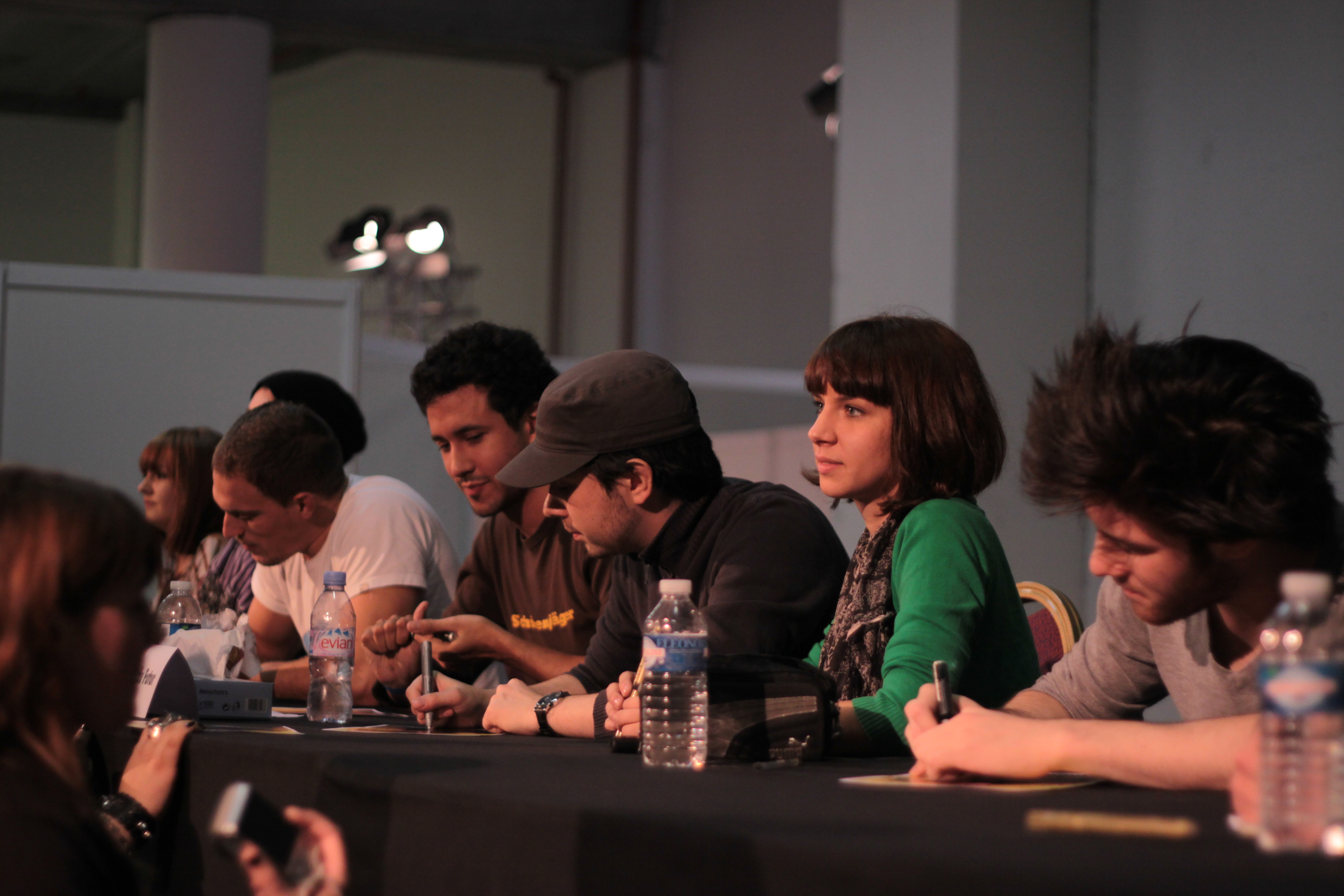
Les principaux acteurs de la série lors de la Chibi Japan Expo 2010, avec de gauche à droite : Justine Le Pottier, Florent Dorin, Mathieu Poggi, Slimane-Baptiste Berhoun, François Descraques (réalisateur), Isabel Jeannin et Raphaël Descraques.

| Acteur,                  | Personnage(s)                                         | Participations                                                     |
| ------------------------ | ----------------------------------------------------- | ------------------------------------------------------------------ |
| Florent Dorin            | Le Visiteur (Renard)                                  | Principal saisons 1 à 4                                            |
| Florent Dorin            | Le Double du Visiteur                                 | Récurrent saisons 1 et 2                                           |
| Raphaël Descraques       | Raph                                                  | Principal saisons 1 à 4                                            |
| Slimane-Baptiste Berhoun | Docteur Henry Castafolte (version post-apocalyptique) | Principal saisons 1 à 4                                            |
| Slimane-Baptiste Berhoun | Docteur Henry Castafolte (version Brigade Temporelle) | Secondaire saison 1                                                |
| Slimane-Baptiste Berhoun | Henry Bouchard, alias Riton                           | Secondaire saison 2                                                |
| Slimane-Baptiste Berhoun | Docteur Henry van der Castafolte (version belge)      | Récurrent saison 3, principal saison 4                             |
| Mathieu Poggi            | Mattéo                                                | Principal saisons 1 à 4                                            |
| Justine Le Pottier       | Judith                                                | Principale saisons 1 à 3, flashback saison 4                       |
| Isabel Jeannin           | Stella Leroy                                          | Secondaire saison 1, récurrente saisons 2 à 3, principale saison 4 |
| Théo Noël                | Tim                                                   | Récurrent saisons 1 à 4                                            |
| Luy Ménager              | Léo                                                   | Récurrent saisons 1 à 4                                            |
| Stanislas Grassian       | Dario Lombardi                                        | Récurrent saisons 2 à 4                                            |
| Pascal Hénault           | Raul Lombardi                                         | Récurrent saisons 2 à 4                                            |
| Eléonore Costes          | Sara Lombardi                                         | Récurrente saisons 2 à 4                                           |
| Lénie Cherino            | Constance                                             | Secondaire saison 2, récurrente saisons 3 à 4                      |
| Ludovik                  | Richard                                               | Secondaire saison 2, récurrent saisons 3 à 4                       |
| Bertrand Usclat          | Germain Castafolte                                    | Secondaire saisons 2 et 3                                          |
| Sören Prévost            | Simon Lopez                                           | Secondaire saison 2                                                |
| Simon Astier             | Michel Millot                                         | Récurrent saisons 3 à 4                                            |
| Jacques Courtès          | Joseph                                                | Récurrent saison 3, flashback saison 4                             |
| Sabine Perraud           | Clothilde IV, Reine de Néo-Versailles                 | Récurrente saison 4                                                |
| Samuel Brafman-Moutier   | Octave, conseiller de la Reine                        | Récurrent saison 4                                                 |
| Céline Tran              | Baronne de Néo-Versailles                             | Récurrente saison 4                                                |
| Kefi Abrikh              | Homme de main                                         | Secondaire saison 2                                                |
| Kefi Abrikh              | Nécrophyle                                            | Secondaire saison 3                                                |
| Kefi Abrikh              | Protecteur                                            | Récurrent saison 4                                                 |
| Thibault Farnoux         | Capitaine de la Garde                                 | Récurrent saison 4                                                 |
| FloBer                   | Bernie                                                | Récurrent saison 4                                                 |
| Nicolas Berno            | Raymond                                               | Récurrent saison 4                                                 |
| Benjamin Daniel          | Le marchand                                           | Récurrent saison 4                                                 |
| Benjamin Daniel          | Benjamin                                              | Secondaire saison 3, récurrent saison 4                            |
| Vanessa Brias            | Véronique                                             | Récurrent saison 4                                                 |
| Kaza Hachemi             | Patron                                                |                                                                    |
| Yacine Belhousse         | Le colporteur                                         |                                                                    |
| Frédéric Molas           | Le psy                                                |                                                                    |
| Karine Lambin            | La passante                                           |                                                                    |
| Christophe Barberon      | Simon Lacombre                                        |                                                                    |
| Patrick Diwen            | Monsieur Langlois                                     |                                                                    |

## Production

### Saison 1 (2009–2010)
La première saison, produite par Frenchnerd Productions, a été diffusée dans un premier temps sur Dailymotion du 26 avril 2009 au 19 mars 2010, puis sur la chaine Nolife du 2 avril 2010 au 2 juillet 2010. Il est à noter qu'Ankama a réédité la saison 1 en 2012. À partir du 20 mai 2014 elle est diffusée sur France 4, dans l'émission Studio 4.0.

### Saison 2 (2010–2011)
La deuxième saison de la série, toujours produite par Frenchnerd Productions, a été annoncée le 4 juillet 2010 lors de Japan Expo.

### Saison 3 (2012-2013)
La saison 3 de la série, intitulée Les Missionnaires, tout comme la suivante, est co-produite par Ankama Productions et France Télévisions pour la plateforme de web-séries Studio 4. Elle est composée de 10 épisodes de treize minutes, pour un lancement le 18 novembre 2012.

### Saison 4 (2014)
La saison 4 de la série s'intitule Neo Versailles et a été annoncée le 5 juillet 2013 à l'occasion de la Japan Expo/Comic-Con. Toujours co-produite par Ankama Productions et France Télévisions Nouvelles écritures, le tournage de cette nouvelle saison a commencé le 5 août 2013 pour une durée de 5 semaines. Cette saison 4 est, comme pour la saison 3, composée de 10 épisodes de treize minutes environ. Les premiers épisodes sont sortis le 19 janvier 2014.
Pour cette saison, la série a pu compter sur le partenariat effectué avec le département de la Vienne et la région de Poitou-Charentes. Le tournage a notamment été effectué pour partie à Ligugé.

## Accueil
L'audience de la série a été estimée en 2015 à plus de 20 millions de vues. En 2021, elle a été visionnée plus de 40 millions de fois.

### Distinctions
- Montreux Comedy Award 2010 : Meilleure Websérie d'humour[13].

## Produits dérivés

### Littérature

#### Bande-dessinée
La bande dessinée Le Visiteur du Futur : L'élu des dieux se déroule entre la saison 1 et la saison 2. Elle a été annoncée en 2012, et des extraits ont été présentés à la Japan Expo/Comic Con 2012. Elle est scénarisée par François Descraques et dessinée par Gosh,.

#### Roman numérique
Après le tournage de la saison 4, Slimane-Baptiste Berhoun se met à l'écriture de la suite de l'histoire sous la forme d'un roman numérique et avec la supervision de François Descraques. Le scénario dévoile principalement des informations sur le passé du Visiteur. Le roman La Meute est paru le 19 juin 2015 en version papier chez l'éditeur Milady.

#### Manga
Une série au format manga nommée Le Visiteur du futur : La Brigade temporelle, dessiné par Guillaume Lapeyre et Alexandre Desmassias, et scénarisé par François Descraques a vu le jour en 2016 aux éditions Ankama.

### Long-métrage
Dans le courant de l'année 2021, le film est en tournage et est annoncé avec une sortie prévue pour le 7 septembre 2022,. François Descraques, qui travaille sur ce projet en secret depuis 2014, est de nouveau à la réalisation. Parmi les actrices et acteurs, se trouvent notamment Florent Dorin, Enya Baroux et Arnaud Ducret,. Le tournage a lieu dans la région Grand-Est, en France, dans un contexte favorisant la création artistique et cinématographique, et certaines scènes ont été tournées au printemps 2021 dans la Métropole de Nancy. Actuellement[Quand ?], il cumule 332 370 entrées.
La police du temps y fait son retour, et nous voyons un peu plus de ce futur tant conté sur quatre saisons.
Nous trouvons en prime certains youtubeurs très connus dans le cast.